# Jorge Alberto Ortiz
Jorge Alberto Ortiz (Castelar, Buenos Aires, Argentina, 20 de junio de 1984) es un exfutbolista argentino que se jugaba como volante central. Su último equipo fue Arsenal de Sarandí.

## Trayectoria
Proviene de las inferiores del Club Atlético San Lorenzo de Almagro y juega como volante central o derecho, jugó al lado de Ezequiel Lavezzi y Pablo Zabaleta.En 2006 fue cedido a Arsenal de Sarandí por un año, donde tuvo una destacada actuación.
Al finalizar su préstamo, vuelve a San Lorenzo donde no encuentra la titularidad.
El 5 de marzo de 2008 es vendido al AIK de Estocolmo, de Suecia, por la suma de $1.100.000 dólares. Pasaría dos años en la institución sueca, donde ganaría 3 títulos. A pesar de la lejanía compartió camerino con sus compatriotas Pablo Monsalvo y Lucas Valdemarín.
En julio de 2010 vuelve a vestir la camiseta de Arsenal, quien compra la mitad del pase. 
El 24 de junio de 2012, Arsenal se consagró campeón de la máxima categoría del fútbol argentino por primera vez. Luego ganaría la Supercopa Argentina.
En 2013 pasa a Lanús, donde se consagraría campeón de la Copa Sudamericana.
El 8 de julio de 2015, se confirma su llegada al Club Atlético Independiente.
El 26 de enero de 2017, se confirma su contratación al Club Tijuana.
El 13 de julio de 2017, se confirma su contratación al Club Atlético Belgrano de la Primera División de Argentina.
Luego de su paso por el "Pirata", el jugador es contratado por Club Atlético Tigre, donde logra ganar la Copa de la Superliga 2019.
Después de 42 partidos jugados, el jugador queda libre de Tigre y es contratado por Patronato, en julio de 2020 donde no tuvo mucho rodaje a causa de lesiones y finalizó su contrato de común acuerdo con el club.
En 2021, se incorporó a Arsenal Fútbol Club, club donde supo ser capitán e ídolo del equipo.

## Clubes
| Club               | País      | Año         | PJ  | Goles |
| ------------------ | --------- | ----------- | --- | ----- |
| San Lorenzo        | Argentina | 2004-2006   | 54  | 1     |
| Arsenal de Sarandí | Argentina | 2006-2007   | 34  | 5     |
| San Lorenzo        | Argentina | 2007-2008   | 20  | 2     |
| AIK Estocolmo      | Suecia    | 2008-2010   | 66  | 1     |
| Arsenal de Sarandí | Argentina | 2010-2013   | 115 | 11    |
| Lanús              | Argentina | 2013-2015   | 73  | 5     |
| Independiente      | Argentina | 2015-2016   | 46  | 4     |
| Club Tijuana       | México    | 2017        | 5   | 0     |
| Belgrano           | Argentina | 2017-2018   | 21  | 1     |
| Tigre              | Argentina | 2018 - 2020 | 42  | 0     |
| Patronato          | Argentina | 2020-2021   | 1   | 0     |
| Arsenal            | Argentina | 2021        | 11  | 0     |

## Palmarés

### Campeonatos nacionales
| Título              | Club          | Sede       | Año    |
| ------------------- | ------------- | ---------- | ------ |
| Allsvenskan         | AIK Estocolmo | Gotemburgo | 2009   |
| Copa de Suecia      | AIK Estocolmo | Estocolmo  | 2009   |
| Supercopa de Suecia | AIK Estocolmo | Estocolmo  | 2010   |
| Primera División    | Arsenal       | Sarandí    | C-2012 |
| Supercopa Argentina | Arsenal       | Catamarca  | 2012   |
| Copa Superliga      | Tigre         | Córdoba    | 2019   |

### Copas internacionales
| Título            | Club  | Sede  | Año  |
| ----------------- | ----- | ----- | ---- |
| Copa Sudamericana | Lanús | Lanús | 2013 |